# Trachyphloeus algesiranus
Trachyphloeus algesiranus é uma espécie de insetos coleópteros polífagos pertencente à família Curculionidae.
A autoridade científica da espécie é Escalera, tendo sido descrita no ano de 1923.
Trata-se de uma espécie presente no território português.